# بابا إبراهيما با
بابا إبراهيما با هو منافس ألعاب قوى سنغالي، ولد في 19 مايو 1946.

## وصلات خارجية
- بابا إبراهيما با على موقع أوليمبيديا (الإنجليزية)